# Пробежная
Пробежная (укр. Пробіжна) — село в Колындянской сельской общине Чортковского района Тернопольской области Украины.
Население по переписи 2001 года составляло 1955 человек. Почтовый индекс — 48520. Телефонный код — 3552.